# 拉德涅
48°47′20″N 36°28′33″E / 48.78889°N 36.47583°E
拉德內（烏克蘭語：Ладне）是位於烏克蘭東部的村莊，由哈爾科夫州洛佐瓦區的布利茲紐基市鎮負責管轄。該村始建於1915年，面積0.2平方公里，海拔高度166米，2001年人口29，人口密度每平方公里145人。